# José Ogea
José Ogea Otero (Cortegada, 16 de agosto de 1845-Cortegada, 3 de diciembre de 1909) fue un político y escritor español. Participó en diversos pronunciamientos y conspiraciones contra los gobiernos autoritarios y favor de la democracia y de una república federal. 

## Biografía
Nació el 16 de agosto de 1845 en la localidad orensana de Cortegada. Hijo de un cantero, siguió el oficio de su padre, llegando ser oficial. Consiguió su acta de diputado en el Congreso de los Diputados por el partido de Bande, al que pertenecía su Cortegada natal por entonces, durante 1873-1874 en la primera República española, al término de ésta tuvo que exiliarse en el vecino Portugal ante la represión del general Pavía en los primeros tiempos de la primera Restauración Borbónica (1874-1931). Ya durante la monarquía de Alfonso XII El pacificador, pudo vivir en su casa de Cortegada donde se dedicó a escribir el resto de su vida.
Fue amigo de los grandes intelectuales del Rexurdimento, movimiento con el cual se puso fin a varios siglos, XVI al XVIII, en los que prácticamente no se publican obras literarias en gallego ("Os Séculos Escuros"), y entre los cuales destacan Manuel Curros Enríquez (al cual le escribió su prólogo de Aires da miña terra) y Manuel Murguía (el cual le prologó su obra Célticos). De clara influencia de la Cova Céltica escribió en 1883 Célticos: cuentos y leyendas de Galicia (entre la cual destaca "Ënide" donde se habla de las hazañas del rey Arturo)siendo uno de los primeros escritores españoles decimonómicos en tratar esa leyenda. Ya en la última década del siglo XIX escribió en 1890 El mundo rural: cuadro de costumbres una muestra de la literatura de folclore tan cerca al romanticismo y en 1895 Regalo de la vida. También colaboró en diversas revistas de ideología regionalista (Galicia Moderna y Galicia Regionalista) donde toca temas como la emigración masiva y el caciquismo; así en otros artículos surge el género romántico mezclado con la acción social. Falleció en su localidad natal el 3 de diciembre de 1902.